# Rancora brucei
Rancora brucei là một loài bướm đêm trong họ Noctuidae.